# Antidesma chalaranthum
Antidesma chalaranthum är en emblikaväxtart som beskrevs av Airy Shaw. Antidesma chalaranthum ingår i släktet Antidesma och familjen emblikaväxter.
Artens utbredningsområde är Papua Nya Guinea. Inga underarter finns listade i Catalogue of Life.